# Мессьє 19
Кулясте скупчення M19 (також відоме як M 19 та NGC 6273) є кулястим зоряним скупченням в сузір'ї Змієносця.

## Історія відкриття
Було відкрито Шарлем Мессьє 5 червня 1764 і додано до його каталогу кометоподібних об'єктів у тому ж році.

## Цікаві характеристики
Скупчення M19 має деформовану еліптичну форму, що пояснюється близькістю до центру галактики (5200 світлових років). M19 знаходиться на відстані близько 28 000 світлових років від Сонячної системи.

## Спостереження

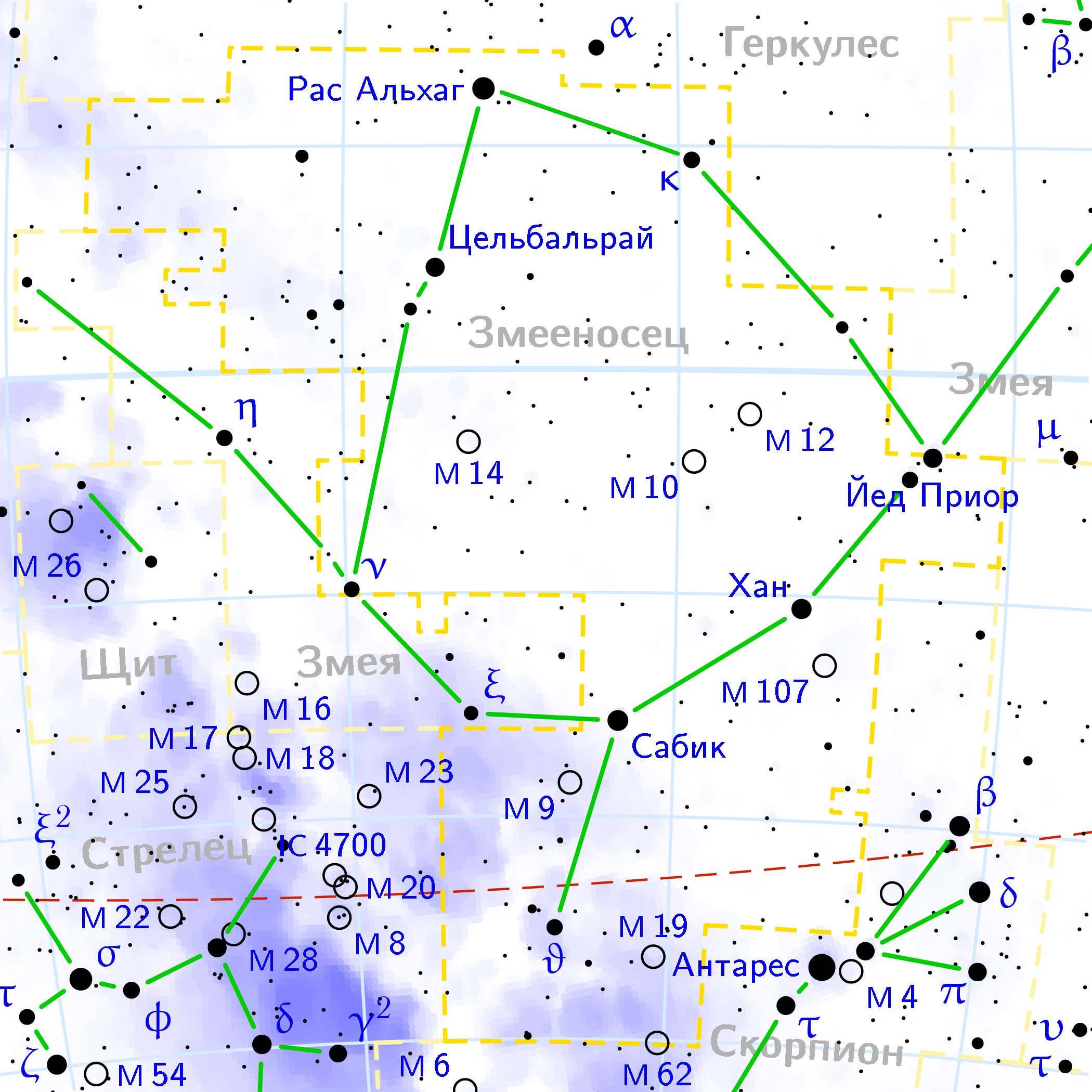
М19 в сузір'ї Змієносця

Це кулясте скупчення в південній частині річного сузір'я Змієносець хоч і з труднощами, але можна відшукати в польовий бінокль. Але краще це робити в південних широтах, в центральних районах воно, якщо й піднімається над обрієм, то дуже невисоко. На зірки М19 починає розбиватися при апертурах телескопа за 200 мм і при збільшеннях від 180 разів, при цьому помітна його лимоноподібна форма. Але оптимальною для аматорського спостереження цього скупчення слід визнати апертуру 350—400 мм.

### Сусіди по небу з каталогу Мессьє
- M9 — (на північ) схоже, але по-тьмяніше;
- M4 — (на захід, у Антареса — α Скорпіона) величезне та яскраве;
- M62 — (ще південніше на кордоні зі Скорпіоном) помітно більш конденсована;

### Послідовність спостереження в «Марафоні Мессьє»
… М27 → М62 →М19 → М11 → М39 …

## Зображення

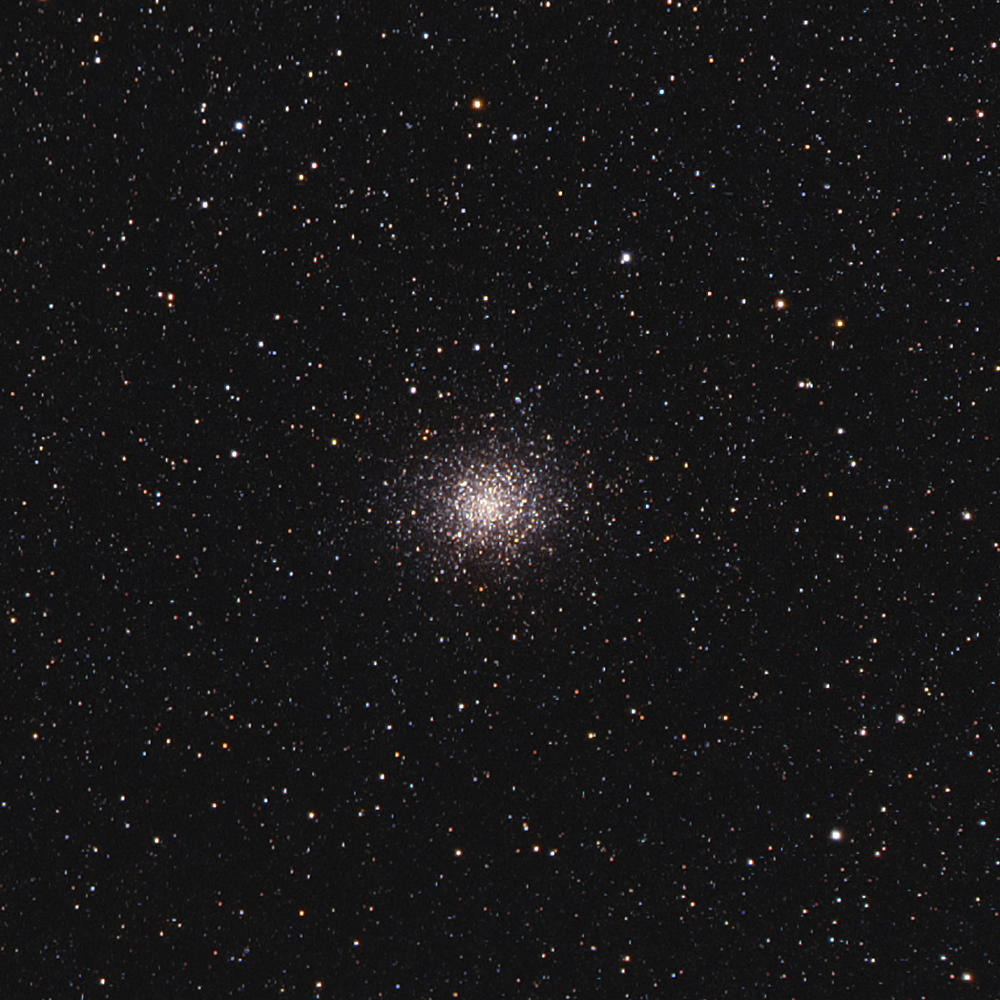
Мессьє 19 у телескоп
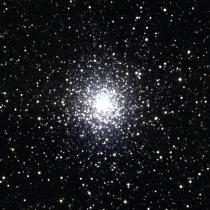
Мессьє 19 від 2MASS

## Навігатори
Координати:  17г 02м 37.69с, −26° 16′ 04.6″